# 川越太麺焼きそば
川越太麺焼きそば（かわごえふとめんやきそば）は、埼玉県川越市で販売されているご当地焼きそばである。

## 概要
専用の太麺を使って作られる焼きそばである。麺の太さはうどんと見間違うほどであり、「太すぎる麺」とも呼ばれる。グルメ大会や街おこし向けに新規開発された料理ではなく、昔から食べ継がれてきた料理であり、川越出身者は「駄菓子屋店先などで一度は食べたことがある」とされる。
具にはキャベツが用いられ、提供店舗によっては紅生姜や青のりがトッピングされていることも多い。ソースも店ごとに味が異なるが、薄めのソースを使っている店が多い。
2014年時点では川越市内で10店舗が川越太麺焼きそばを提供している。
川越市内の中華料理店、焼きそば店などに麺を降ろしている矢島製麺所（川越市）では、川越太麺焼きそば用の「太むしめん」（ソース付きもある）の一般客向けの小売りも行っている。

## 歴史
発祥については諸説あるが、川越城周辺の駄菓子屋や蓮馨寺の境内や門前で販売されていた焼きそばが発祥で、昭和20年ころに広まったとされる。
2017年ごろには、川越市出身の市村正親が「出身地の愛すべきグルメ」としてメディアで紹介した。